# Crocodylus
Crocodylus – rodzaj zauropsyda z rodziny krokodylowatych (Crocodylidae).

## Zasięg występowania
Rodzaj obejmuje gatunki występujące w tropikalnych regionach Afryki, Azji, Australii oraz południowej części Ameryki Północnej i północnej części Ameryki Południowej.

## Systematyka
Do rodzaju Crocodylus zaliczano również gatunki opisane w oparciu o skamieniałości pochodzące z kredy, co sprawiło, że Crocodylus bywa postrzegany jako prastary i ewolucyjnie konserwatywny rodzaj. Cechy na podstawie których przypisywano mezozoiczne szczątki do tego rodzaju to jednak głównie plezjomorfie i jako takie nie są filogenetycznie informatywne. Nowsze analizy genetyczne jednoznacznie wskazują, że Crocodylus to znacznie młodsza radiacja, a poziom zróżnicowania genetycznego pomiędzy współczesnymi przedstawicielami rodzaju jest bardzo niski. Badania genetyczne i morfologiczne sugerują, że krokodyl wąskopyski oddzielił się linii ewolucyjnej prowadzącej do pozostałych Crocodylus około 12–24 mln lat temu i jest od nich na tyle odmienny, że zasadne staje się zaliczenie go do odrębnego rodzaju Mecistops, a nie Crocodylus.

### Etymologia
- Crocodylus: łac. crocodilus „krokodyl”, od gr. κροκoδιλος krokodilos lub κροκoδειλος krokodeilos „krokodyl”[13].
- Champse: gr. χαμψα khampsa „krokodyl”, od egipskiej nazwy oznaczającej krokodyla[14]. Gatunek typowy: Crocodilus biscutatus Cuvier, 1807 (= Crocodilus acutus Cuvier, 1807).
- Oopholis: gr. ωον ōon „jajo”[15]; φολις pholis, φολιδος pholidos „rogowa łuska”[16]. Gatunek typowy: Crocodilus oopholis Schneider, 1801 (= Crocodilus porosus Schneider, 1801).
- Palinia: etymologia niejasna, Gray nie wyjaśnił znaczenia nazwy rodzajowej[5]. Gatunek typowy: Crocodilus rhombifer Cuvier, 1807.
- Bombifrons: gr. βομβος bombos „brzęczenie”[17]; łac. frons, frontis „czoło”[18]. Gatunek typowy: Crocodilus bombifrons Gray, 1844 (= Crocodilus palustris Lesson, 1831).
- Temsacus: etymologia niejasna, Gray nie wyjaśnił znaczenia nazwy rodzajowej[7]. Gatunek typowy: Crocodilus intermedius Graves, 1819.
- Philas: etymologia niejasna, Gray nie wyjaśnił znaczenia nazwy rodzajowej[8], być może od gr. φιλος philos „miłośnik”, od φιλεω phileō „kochać”[19]. Gatunek typowy: Crocodilus johnsoni Krefft, 1873.

### Podział systematyczny
Do rodzaju należą następujące gatunki żyjące współcześnie:
- Crocodylus acutus (Cuvier, 1807) – krokodyl amerykański
- Crocodylus halli Murray, Russo, Zorilla & Mcmahan, 2019
- Crocodylus intermedius (Graves, 1819) – krokodyl orinokański
- Crocodylus johnsoni Krefft, 1873 – krokodyl australijski
- Crocodylus mindorensis Schmidt, 1935 – krokodyl filipiński
- Crocodylus moreletii (Duméril & Bibron, 1851) – krokodyl meksykański
- Crocodylus niloticus Laurenti, 1768 – krokodyl nilowy
- Crocodylus novaeguineae Schmidt, 1928 – krokodyl nowogwinejski
- Crocodylus palustris (Lesson, 1831) – krokodyl błotny
- Crocodylus porosus Schneider, 1801 – krokodyl różańcowy
- Crocodylus rhombifer (Cuvier, 1807) – krokodyl kubański
- Crocodylus siamensis Schneider, 1801 – krokodyl syjamski
- Crocodylus suchus Geoffroy Saint-Hilaire, 1807

oraz wymarłe:
- Crocodylus anthropophagus Brochu, Njau, Blumenschine & Densmore, 2010
- Crocodylus checchiai Maccagno, 1957
- Crocodylus falconensis Scheyer, Aguilera, Delfino, Fortier, Carlini, Sánchez, Carrillo-Briceño, Quiroz & Sánchez-Villagra, 2013
- Crocodylus palaeindicus Falconer, 1859
- Crocodilus raninus Schlegel & Müller, 1844
- Crocodylus thorbjarnarsoni Brochu & Storrs, 2012